# 哈劳伊·鲍拉日
哈劳伊·鲍拉日（匈牙利語：Hárai Balázs，1987年4月5日—），匈牙利男子水球运动员。他曾代表匈牙利国家队参加2012年、2016年和2020年夏季奥林匹克运动会水球比赛，其中2020年奥运会获得一枚铜牌。